# Проспект Октября (Гомель)
Проспе́кт Октября́ — проспект в юго-западной части Гомеля (Советский район). Начинается от пересечения улицы Быховской и Улицы Богдана Хмельницкого, заканчивается на подходах к Медгородку. Назван в 1977 году в ознаменование 60-летия Октября (часть бывшей Быховской улицы).

## Пересекает улицы
- Жукова,
- братьев Лизюковых,
- Волгоградскую,
- Карбышева.

## История
В начале XX века застраивается деревянными домами усадебного типа. Облик проспекта формируется в 1960—80-е годы. Застроен жилыми и общественными зданиями, предприятиями службы быта, магазинами. Застройка 5—9-этажная (местами дома до 16 и 18 этажей).